# Twyford School
La Twyford School est un internat et une école de jour mixte, privé et préparatoire, situé à Twyford, dans le Hampshire, en Angleterre.

## Histoire
Twyford se présente comme la plus ancienne école préparatoire du Royaume-Uni. Elle a déménagé sur son site actuel en 1809, mais il existe une école pour garçons à Twyford depuis le XVIIe siècle. Au cours du XIXe siècle, des bâtiments ont été ajoutés, dont une grande salle de classe construite dans les années 1820 et une chapelle du milieu de l'époque victorienne. 
En 1859, alors que George Kitchin (en) était maître de l'école, son ami Lewis Carroll prit une photographie de Kitchin et de sa classe de neuf garçons.
Une série de développements ont coïncidé avec l'admission des filles. Des travaux de construction et des améliorations ont été entrepris, même si le tissu historique a généralement été conservé. De plus, les terrains de sport et autres installations extérieures ont été modernisés.
Twyford est une école privée et un organisme de bienfaisance. Il accepte à la fois les externes et les pensionnaires et dispose d'une école préparatoire sur le même campus pour les enfants de moins de cinq ans. Elle a une capacité d'accueil d'environ 400 élèves âgés de 3 à 13 ans, les pensionnaires étant acceptés à partir de 8 ans. 